# Puerto de Tōyo

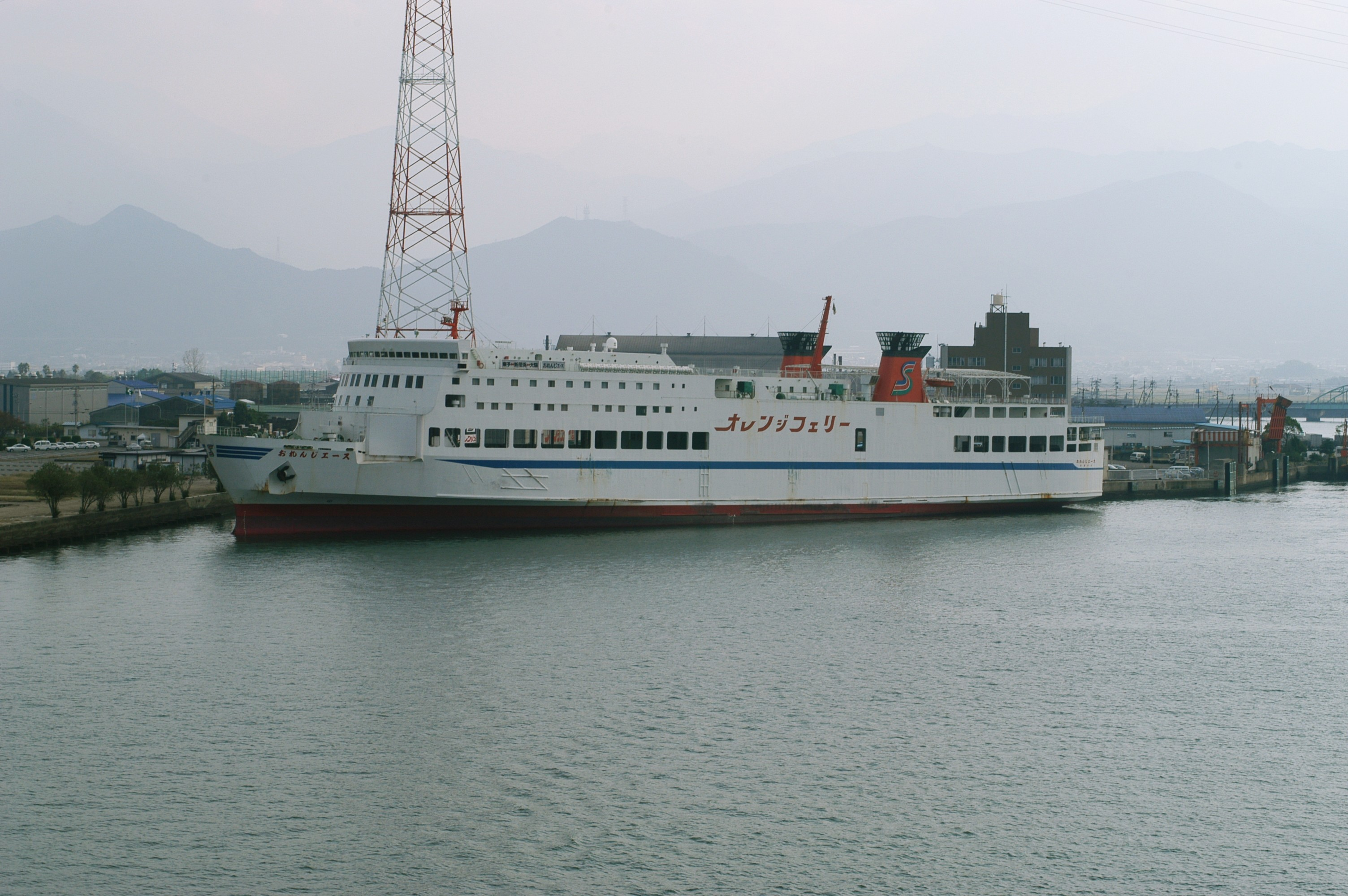
Un barco operando en puerto

El Puerto de Toyo (東予港 Tōyo-kō?) es un puerto que se encuentra al este de la Prefectura de Ehime, entre las ciudades de Saijo y Niihama. Está a cargo de la Prefectura de Ehime.

## Características
En 1964 se fusionan los puertos de Saijo (西条港 Saijō-kō?) y Nyugawa (壬生川港 Nyūgawa-kō?), formando el Puerto de Toyo. 
Fue declarado Puerto de Importancia (重要港湾 Jūyōkōwan?) por el Gobierno de Japón. 

## Complejo portuario
El puerto consta de cinco distritos, pero habitualmente el término Puerto de Toyo suele asociarse con el distrito Nyugawa, del cual parten ferrys hacia la Región de Kansai.

### Distrito Nyugawa
El Distrito Nyugawa (壬生川地区 Nyūgawa-chiku?) es lo que fue el Puerto de Nyugawa. Fue construido a principios del Período Edo para complementar el desarrollo de la región como zona agrícola, siendo utilizada como centro de defensa marítima y como puerto de embarque de arroz. 

### Distrito Saijo
El Distrito Saijo (西条地区 Saijō-chiku?) corresponde a lo que fue el Puerto de Saijo, y sus orígenes se remontan a los inicios del Período Edo, cuando se construye el Puerto de Kawaguchi (河口港 Kawaguchi-kō?). En aquel entonces era una zona con una plataforma no muy profunda, por lo que en ocasiones se dificultaba asegurar su navegabilidad.
Posteriormente, con el desarrollo de la región aumentaron considerablemente el tráfico de buques y el volumen de cargas. En abril de 1934 es reconocido por el Gobierno como puerto y se inician las obras de modernización. En 1954 su administración pasa a manos de la Prefectura de Ehime.
En el extremo oriental hay un astillero naval de la empresa Astillero Naval Imabari, en el que se destaca una enorme grúa.

### Distrito Higashiko
El Distrito Higashiko (東港地区 Higashikō-chiku?) linda con el Puerto de Niihama hacia el este. En realidad fue parte del Puerto de Niihama y, posteriormente en 1969 pasó a ser parte del Puerto de Toyo.
Al igual que el Puerto de Niihama, el desarrollo de este distrito estuvo en estrecha relación con el Grupo Sumitomo, especialmente Minera Sumitomo (住友鉱山 Sumitomo-kōzan?).